# Litocheira
Litocheira is een geslacht van kreeftachtigen uit de klasse van de Malacostraca (hogere kreeftachtigen).

## Soorten
- Litocheira bispinosa Kinahan, 1856
- Litocheira perpusilla (Nobili, 1906)